# خليل مطران
خليل مُطران «شاعر القُطْرَين» (1 يوليو 1872 - 1 يونيو 1949) شاعر لبناني شهير عاش معظم حياته في مصر. عُرف بغوصه في المعاني وجمعه بين الثقافة العربية والأجنبية، كما كان من كبار الكتاب، عمل بالتاريخ والترجمة، يشبّه بالأخطل بين حافظ وشوقي، كما شبهه المنفلوطي بابن الرومي. عرف مطران بغزارة علمه وإلهامه بالأدب الفرنسي والعربي، هذا بالإضافة لرقة طبعه ومسالمته وهو الشيء الذي انعكس على أشعاره، أُطلق عليه لقب «شاعر القطرين» ويقصد بهما مصر ولبنان، وبعد وفاة حافظ وشوقي أطلقوا عليه لقب «شاعر الأقطار العربية».
دعا مطران إلى التجديد في الأدب والشعر العربي فكان أحد الرواد الذين أخرجوا الشعر العربي من أغراضه التقليدية والبدوية إلى أغراض حديثة تتناسب مع العصر، مع الحفاظ على أصول اللغة والتعبير، كما أدخل الشعر القصصي والتصويري للأدب العربي.

## سيرته
هو خليل بن عبده بن يوسف مطران ولد في الأول من يوليو عام 1872م في بعلبك بلبنان، وتلقى تعليمه بالمدرسة البطريريكية ببيروت. تلقى توجيهاته في البيان العربي على يد أستاذاه الأخوان خليل وإبراهيم اليازجي، كما أطلع على أشعار فكتور هوغو وغيره من أدباء ومفكري أوروبا، هاجر مطران إلى باريس وهناك انكب على دراسة الأدب الغربي.
كان مطران صاحب حس وطني فقد شارك في بعض الحركات الوطنية التي أسهمت في تحرير الوطن العربي، ومن باريس انتقل مطران إلى محطة أخرى في حياته فانتقل إلى مصر، حيث عمل كمحرر بجريدة الأهرام لعدد من السنوات، ثم قام بإنشاء «المجلة المصرية» ومن بعدها جريدة «الجوانب المصرية» اليومية والتي عمل فيها على مناصرة مصطفى كامل باشا في حركته الوطنية واستمر إصدارها على مدار أربع سنوات، وقام بترجمة عدة كتب.
- من قصائده الثائرة:

وخلال فترة إقامته في مصر عهدت إليه وزارة المعارف المصرية بترجمة كتاب الموجز في علم الاقتصاد مع الشاعر حافظ إبراهيم، وصدر له ديوان شعر مطبوع في أربعة أجزاء عام 1908، عمل مطران على ترجمة مسرحيات شكسبير وغيرها من الأعمال الأجنبية، كما كان له دور فعال في النهوض بالمسرح القومي بمصر.
نظراً لجهوده الأدبية المميزة قامت الحكومة المصرية بعقد مهرجان لتكريمه حضره جمع كبير من الأدباء والمفكرين ومن بينهم الأديب الكبير طه حسين.

## أسلوبه الشعري
عرف مطران كواحد من رواد حركة التجديد، وصاحب مدرسة في كل من الشعر والنثر، تميز أسلوبه الشعري بالصدق الوجداني والأصالة والرنة الموسيقية، وكما يعد مطران من مجددي الشعر العربي الحديث، فهو أيضاً من مجددي النثر فأخرجه من الأساليب الأدبية القديمة.
على الرغم من محاكاة مطران في بداياته لشعراء عصره في أغراض الشعر الشائعة من مدح ورثاء، لكنه ما لبث أن أستقر على المدرسة الرومانسية والتي تأثر فيها بثقافته الفرنسية، فكما عني شوقي بالموسيقى وحافظ باللفظ الرنان، عنى مطران بالخيال، وأثرت مدرسته الرومانسية الجديدة على العديد من الشعراء في عصره مثل إبراهيم ناجي وأبو شادي وشعراء المهجر وغيرهم.
شهدت حياة مطران العديد من الأحداث السياسية والاجتماعية الهامة وكان بالغ التأثر بها وعبر عن الكثير منها من خلال قصائده، وعرف برقة مشاعره وإحساسه العالي وهو الأمر الذي انعكس على قصائده، والتي تميزت بنزعة إنسانية، وكان للطبيعة نصيب من شعره فعبر عنها في الكثير منه، كما عني في شعره بالوصف، وقدم القصائد الرومانسية، من أبيات الشعر الرومانسية التي قالها عندما سئل عن محبوبته قال:
اهتم مطران بالشعر القصصي والتصويري والذي تمكن من استخدامه للتعبير عن التاريخ والحياة الاجتماعية العادية التي يعيشها الناس، فاستعان بقصص التاريخ وقام بعرض أحداثها بخياله الخاص، بالإضافة لتعبيره عن الحياة الاجتماعية، وكان مطران متفوقاً في هذا النوع من الشعر عن غيره فكان يصور الحياة البشرية من خلال خياله الخاص مراعياً جميع أجزاء القصة.
- من قصائده التاريخية: نذكر قصيدة «بزرجمهر»

تفوق مطران على كل من حافظ إبراهيم وأحمد شوقي في قصائده الاجتماعية والتي تناول فيها العديد من المواضيع، محارباً فيها الفساد الاجتماعي والخلقي.

## قالوا عنه
أشار الدكتور ميشال جحا الأديب اللبناني والذي قام بنشر دراسة عن خليل مطران «إلى أن شوقي وحافظ ومطران، يمثلون الثالوث الشعري المعاصر الذي يذكرنا بالثالوث الأموي: الأخطل وجرير والفرزدق الذي سبقه بأكثر من اثني عشر قرناً من الزمن، كما عاش هؤلاء الشعراء في فترة زمنيـة متقاربة، وفي كثـير من الأحيـان نظمـوا الشعر في مناسبـات واحدة، إنما خلـيل مطران يبقى رائـد الشعر الحديث».

قال الباحث اللبناني قاسم محمد عثمان ان ما صنعه خليل مطران في الأدب لم يصنعه أدباء عصره.
كما قال عنه الشاعر صالح جودت «أنه اصدق شعراء العرب تمثيلاً للقومية العربية».
عبر طه حسين عن رأيه في شعر مطران وهو يخاطبه قائلاً «إنك زعيم الشعر العربي المعاصر، وأستاذ الشعراء العرب المعاصرين، وأنت حميت» حافظاً«من أن يسرف في المحافظة حتى يصيح شعره كحديث النائمين، وأنت حميت» شوقي«من أن يسرف في التجديد حتى يصبح شعره كهذيان المحمومين».
- قال عنه الشاعر العراقي المعروف فالح الحجية الكيلاني في موقعه إسلام سيفلايزيشن -الشعراء (عرف مطران كواحد من رواد حركة التجديد، وصاحب مدرسة متجددة في الشعر والنثر، وتميز أسلوبه الشعري بالصدق الوجداني الحي والأصالة العربية والنغمة الموسيقية، ويعد مطران من مجددي الشعر العربي الحديث، ومن مجددي النثر إذ أخرجه من الأساليب الأدبية القديمة.)*

كما قال عنه محمد حسين هيكل «عاش مطران للحاضر في الحاضر وجذب جيله ليجعله حاضراً كذلك، فشعره وأسلوبه وتفكيره كلها حياة جلت فيها الذكرى وعظمت فيها الحيوية، ولهذا تراهم حين يتحدثون عن مطران يتحدثون عن الشعر والتجديد فيه».
- من قصائده الرومانسية:

## كتب ودراسات عنه
- المصري خليل مطران شاعر الأقطار العربية (دراسة)، جبرائيل أبو سعدى.
- الفكر والخيال في شعر خليل بك مطران (مقال)، جبرائيل أبو سعدى.

## من قصائده
- المساء، موت عزيز، الأسد الباكي، وفاء، الجنين الشهيد، المنتحر، الطفل الظاهر، نيرون، فتاة الجبل الأسود، شيخ أثينة، بين القلب والدمع، الزنبقة وغيرها الكثير من القصائد المميزة لمطران.

قدم للمكتبة العربية كتب من ينابيع الحكمة والأمثال، ديوان الخليل، إلى الشباب والعديد من المترجمات لكل من شكسبير، وفيكتور هوجو.
- تعد قصيدة «المساء» من أشهر قصائد مطران والتي قال فيها:

ويسترسل في نفس القصيدة مدمجاً عواطفه في الطبيعة فيقول:

## وفاته
توفي في الأول من يونيو العام 1949م بعد أن اشتد عليه المرض، لتشهد مصر وفاته كما شهدت انطلاقته الأدبية.

## أعماله

### ترجمة
- عُطَيل، ويليام شكسبير، 1912
- هاملت، ويليام شكسبير، 1922
- تاجر البندقية، ويليام شكسبير
- ماكبث، ويليام شكسبير
- السيد، بيير كورني
- حلم أغسطس، بيير كورني

## وصلات خارجية
- خليل مطران على موقع الموسوعة البريطانية (الإنجليزية)
- خليل مطران على موقع أرشيف الشارخ.
- الأعمال الشعرية الكاملة لخليل مطران عبر بوابة الشعراء.
- من هو شاعر القطرين
- خليل مطران المسيرة والإبداع، أحمد درويش، ترجمة عن الفرنسية: رشا صالح، مؤسسة جائزة عبد العزيز سعود البابطين للإبداع الشعري، الكويت 2010، مكتبة البابطين المركزية للشعر العربي
- عُطَيل، ويليام شكسبير - ترجمة خليل مطران مؤسسة هنداوي
- مكبث، ويليام شكسبير - ترجمة خليل مطران مؤسسة هنداوي
- هَمْلِت، ويليام شكسبير - ترجمة خليل مطران مؤسسة هنداوي
- تاجر البندقية، ويليام شكسبير - ترجمة خليل مطران مؤسسة هنداوي
- السيد، بيير كورني - ترجمة خليل مطران مؤسسة هنداوي
- حلم أغسطس، بيير كورني - ترجمة خليل مطران مؤسسة هنداوي